# Simalia amethistina
Simalia amethistina (trước đây là Morelia amethistina) là một loài rắn trong họ Pythonidae. Loài này được Schneider mô tả khoa học đầu tiên năm 1801.

## Hình ảnh

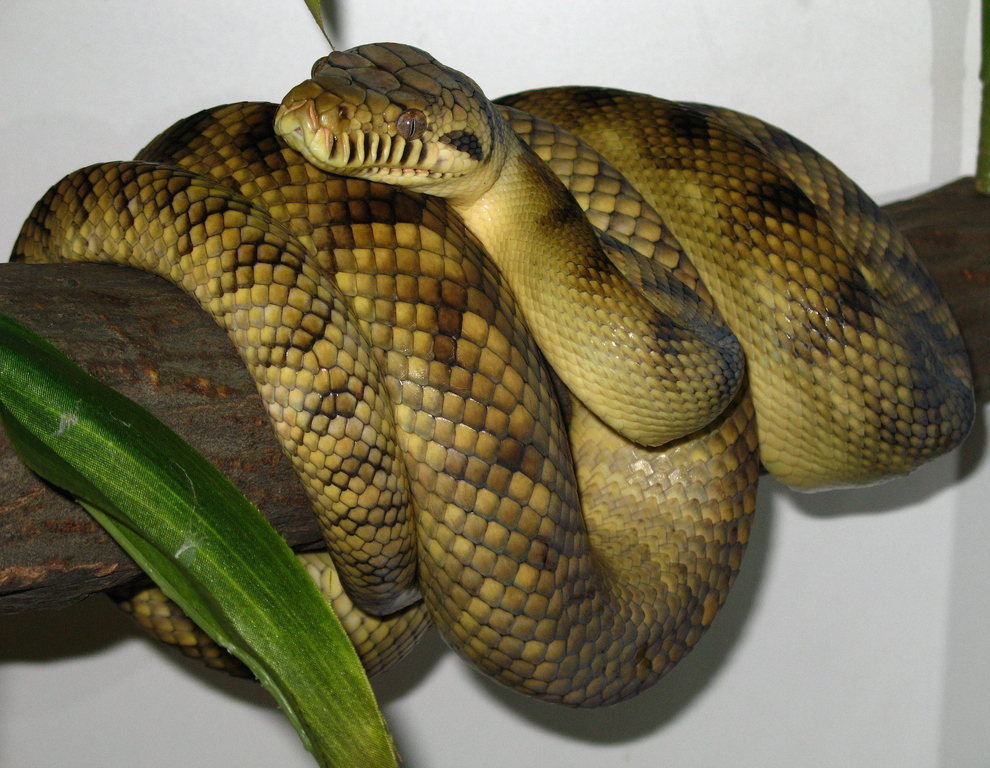
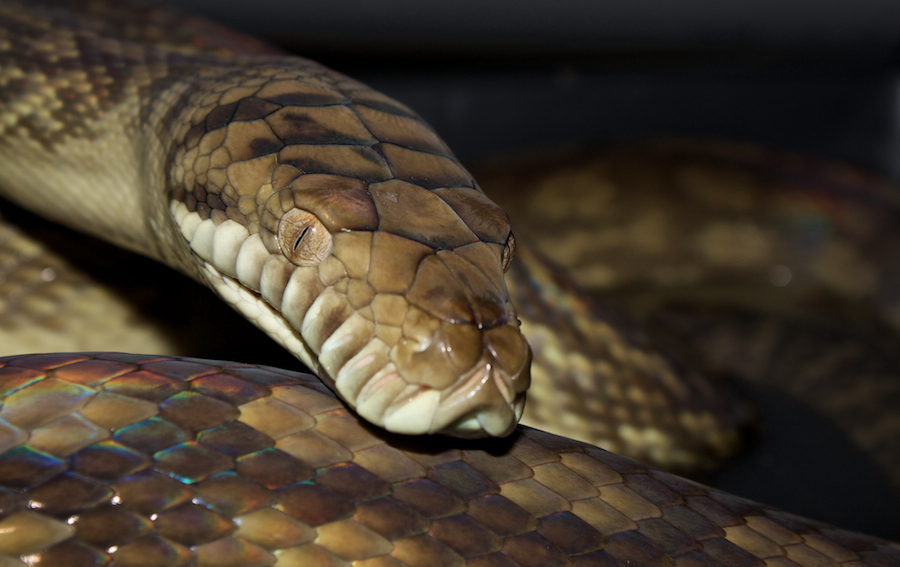
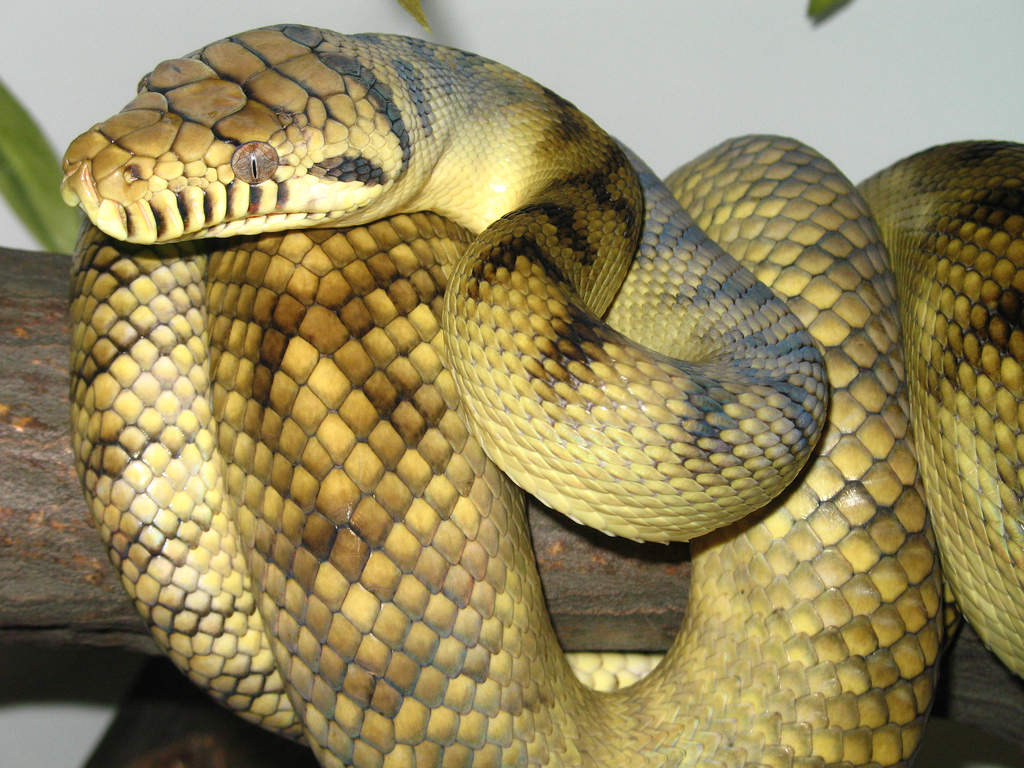
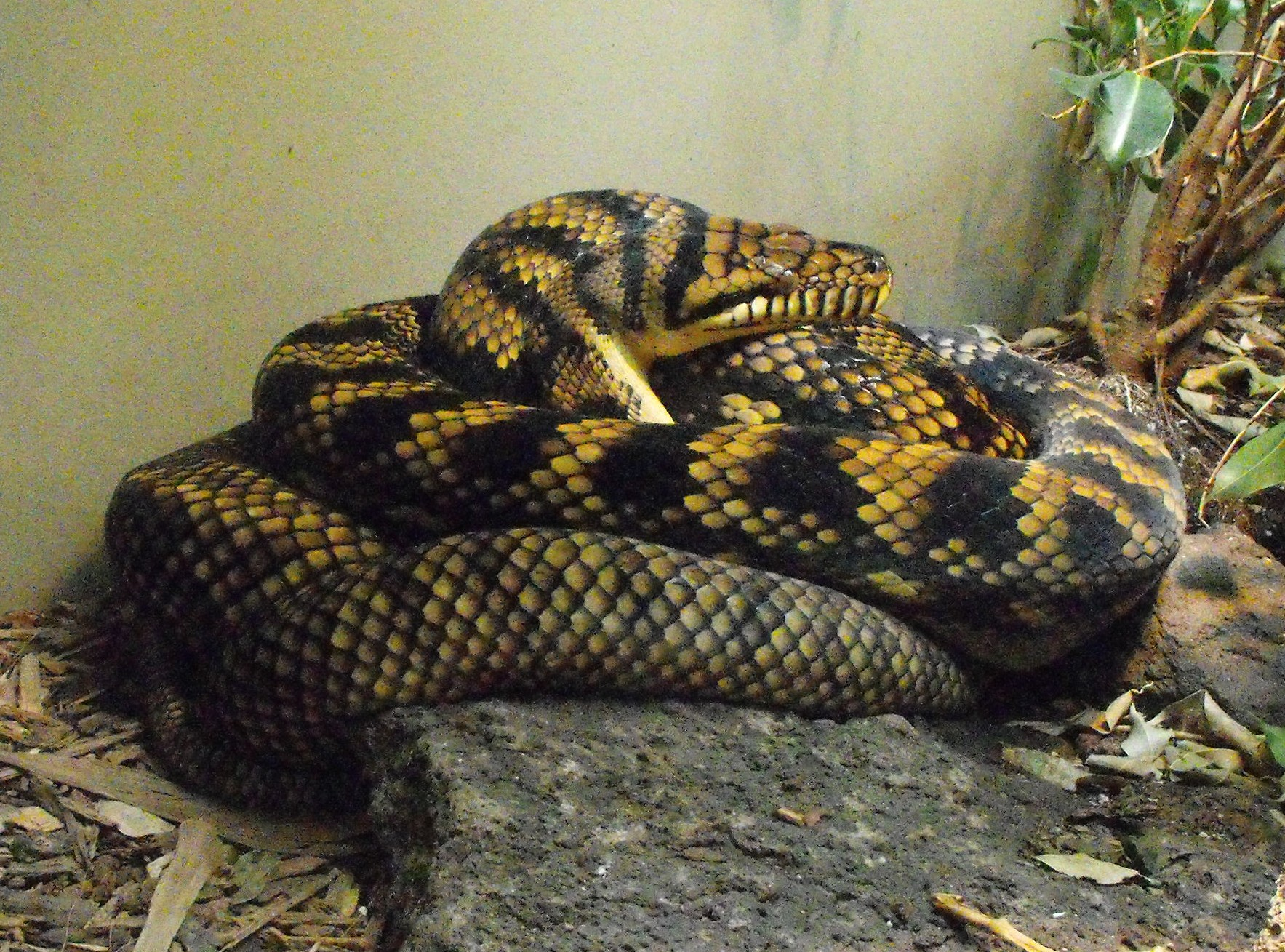